# Gordon Wellesley
Pour les articles homonymes, voir Wellesley.
Gordon Wellesley, de son vrai nom Gordon Wellesley Wong, est un scénariste, un réalisateur et un producteur de cinéma australien né le 8 décembre 1894, à Sydney (Nouvelle-Galles du Sud) et mort en octobre 1980 à Londres (Angleterre).

## Filmographie
sauf précision contraire : scénario, histoire originale ou adaptation

### Cinéma
- 1933 : The Right to Live de Albert Parker
- 1934 : Love, Life & Laughter (en) de Maurice Elvey
- 1934 : Java Head de Thorold Dickinson
- 1934 : Les Maudits du château-fort (Lorna Doone) de Basil Dean
- 1934 : Sing As We Go (en) de Basil Dean
- 1934 : Jeunesse fleurie (en) de Jean Daumery
- 1935 : Look Up and Laugh de Basil Dean
- 1935 : Death Drives Through (en) de Edward L. Cahn
- 1935 : No Limit de Monty Banks
- 1936 : Laburnum Grove de Carol Reed
- 1936 : Méprise (en) de Monty Banks
- 1936 : Whom the Gods Love: The Original Story of Mozart and His Wife de Basil Dean
- 1937 : The High Command (en) de Thorold Dickinson	(production)
- 1940 : Train de nuit pour Munich de Carol Reed
- 1940 : Ils étaient trois marins (en) de Walter Forde
- 1940 : Radio libre de Anthony Asquith
- 1941 : Atlantic Ferry (en) de Walter Forde
- 1942 : Forteresses volantes (en) de Walter Forde
- 1942 : The Peterville Diamond (en) de Walter Forde
- 1942 : This Was Paris (en) de John Harlow
- 1943 : Rhythm Serenade de Gordon Wellesley (réalisation)
- 1943 : PH contre Gestapo (en) de Vernon Sewell et Gordon Wellesley (réalisation et scénario)
- 1944 : Mr. Emmanuel (en) de Harold French
- 1944 : The Shipbuilders (en) de John Baxter
- 1949 : Le rideau se lève de Muriel Box et Bernard Knowles (production)
- 1950 : The Reluctant Widow (en) de Bernard Knowles	(production et scénario)
- 1954 : La Brute (en) de George More O'Ferrall
- 1956 : The March Hare (en) de George More O'Ferrall
- 1959 : Over the Threshold de John Reeve
- 1959 : Journey into the Past de John Reeve
- 1959 : The Rescue de John Reeve
- 1959 : The Ambush de John Reeve
- 1959 : The Young Jacobites de John Reeve
- 1959 : The Enemy Closes In de John Reeve
- 1959 : The League in Action de John Reeve
- 1959 : The Traitor de John Reeve
- 1959 : The Prince Must Be Warned de John Reeve
- 1960 : Visa pour Canton de Michael Carreras
- 1960 : Le Mystère Malpas de Sidney Hayers
- 1962 : Doomsday at Eleven de Theodore Zichy
- 1962 : Dead Man's Evidence de Francis Searle
- 1967 : Trouble with Junia de Gordon Wellesley (réalisation)

### Télévision
- 1953 : The Heel de Lance Comfort
- 1957 : The Gay Cavalier (3 épisodes)
- 1958 : Lost de George Breakston
- 1958 : Let My People Go de D'Arcy Conyers
- 1960 : The Prescott Case de Jeremy Summers
- 1962 : The Reluctant Duchess de Terry Bishop
- 1963 : Beware of the Dog de Philip Ford (6 épisodes)

## Nominations
- Oscars du cinéma 1942 : Oscar de la meilleure histoire originale pour Train de nuit pour Munich